# Henri Lemaire
Pour les articles homonymes, voir Lemaire.
Philippe Joseph Henri Lemaire né le 8 janvier 1798 à Valenciennes (Nord) et mort le 2 août 1880 à Paris est un sculpteur et homme politique français.

## Biographie
Henri Lemaire suit une formation artistique à l'Académie des beaux-arts de Valenciennes et subvient à ses besoins en effectuant différents travaux de bureau, chez un notaire, puis dans un bureau de loterie. Ayant obtenu une bourse pour poursuivre ses études à Paris, il entre dans l'atelier du sculpteur Pierre Cartellier à l'École des beaux-arts de Paris en 1816, et en gardera une tardive influence néoclassique. En 1819, il obtient un second prix de Rome pour Énée blessé, guéri par Vénus, puis il est lauréat du premier grand prix de Rome de 1821 en sculpture pour son bas-relief Alexandre dans la ville des Oxydraques. Il débute au Salon de 1827.
Lemaire sculpte le bas-relief Le Jugement dernier pour le fronton de l'église de la Madeleine à Paris. Il est l'auteur du Monument à La Tour d'Auvergne pour la ville de Quimper, dont le bronze fut envoyé à la fonte par le régime de Vichy.
Il est élu à l'Académie des beaux-arts en 1845 et nommé professeur à l'École des beaux-arts de Paris le 8 mars 1856, en remplacement de David d'Angers.
Il est élu député de la 3e circonscription du Nord de 1852 à 1863, siégeant dans la majorité soutenant le Second Empire.
Il est inhumé à Valenciennes au cimetière Saint-Roch.

## Collections publiques
- 1819 : Enée blessé guéri par Vénus, Paris, École nationale supérieure des beaux-arts.
- 1821 : Alexandre dans la ville des Oxydraques bas-relief, Paris, École nationale supérieure des beaux-arts.
- Vers 1825 : L'Espérance, Paris, église Notre-Dame-de-Lorette.
- Vers 1826 : Le Duc de Bordeaux, musée des Beaux-Arts de Valenciennes.
- 1827 : Le Jugement dernier, bas-relief en pierre, fronton de l'église de la Madeleine à Paris.
- 1827 : Le Laboureur de Virgile ou Le Laboureur des géorgiques, Paris, musée du Louvre.
- 1831 : La Jeune fille au serpent, musée des Beaux-Arts de Valenciennes.
- 1831 : Monument funéraire de M. Pluchard-Brabant, cimetière de Saint-Quentin.
- 1831 : La Gloire, statuette en marbre, sépulture du sculpteur Pierre Cartellier (1757-1831), Paris, cimetière du Père-Lachaise.
- 1833 : Les Funérailles du général Marceau, bas-relief, Paris, arc de triomphe de l'Étoile.
- 1834 : L'Envie, étude en plâtre, musée des Beaux-Arts de Valenciennes.
- 1834 : Racine, Paris, palais de l'Institut.
- 1835 : La Tragédie, sculpture ornant le tombeau de Mademoiselle Duchesnois (1777-1835), comédienne née à Valenciennes. Paris, cimetière du Père-Lachaise (30e division). Modèle en plâtre au musée des Beaux-Arts de Valenciennes.
- 1836 : Monument à Hoche, Versailles, place Hoche.
- 1837 : Monument à François de Chevert, Verdun, place Chervert[5].
- 1838 : Henri IV, haut-relief équestre en bronze. Destiné à remplacer le bas-relief en plâtre du fronton de la porte centrale de l'hôtel de ville de Paris depuis 1815. Ce vestige de l'incendie de 1871 porte encore les traces des balles et des leviers en fer destinés à l'arracher de son socle par les Communards. Paris, musée Carnavalet[6].
- 1838 : La Religion consolant les prisonniers, Lille, palais de justice.
- 1839 : Le général Claude Corbineau, galerie des Batailles du château de Versailles.
- 1839 : Jean-Baptiste Kléber, buste en marbre, château de Versailles, galerie des Batailles.
- 1839 : Louis XIV, roi de France et de Navarre, château de Versailles.
- 1839 : Saint Marc, Paris, église de la Madeleine.
- 1841 : Saint-Isaac harangue l'Empereur Valens, statue, Saint-Pétersbourg, cathédrale Saint-Isaac.
- 1841 : La Résurrection du Christ, Saint-Pétersbourg, cathédrale Saint-Isaac.
- 1843 : L'Empereur épinglant la croix sur la poitrine d'un soldat de la Garde de Boulogne-sur-Mer, Boulogne-sur-Mer, colonne de la Grande Armée.
- 1845 : Léonce de Fieuzal, sculpteur, Valenciennes, cimetière de Saint-Roch.
- 1847 : Archimadas se prépare à lancer le disque, Paris, jardin du Luxembourg.
- 1849 : Strasbourg, statue en pierre, Paris, gare de l'Est[7].
- 1854 : Napoléon Ier, statue pour la Vieille Bourse de Lille, transféré en 1976 au palais des Beaux-Arts de Lille.
- Vers 1856 : L'Escaut, hôtel de ville de Valenciennes.
- Vers 1856 : La Rhonelle, hôtel de ville de Valenciennes.
- 1857 : Corneille, Paris, palais du Louvre, aile Turgot.
- 1857 : Jehan Froissart, Paris, palais du Louvre, aile Turgot.
- 1860 : Charlemagne, palais de justice de Paris.
- 1860 : Philippe Auguste, palais de justice de Paris.
- 1860 : Saint-Louis, palais de justice de Paris.
- 1860 : Napoléon Ier, palais de justice de Paris.
- 1867 : Calais et Valenciennes, sculptures en pierre, Paris, gare du Nord.
- La Prière des orphelins, Valenciennes, maison de retraite du Hainaut.
- Isabelle de Hainaut (1170-1190), reine de France, musée des Beaux-Arts de Valenciennes.

Œuvres d'Henri Lemaire
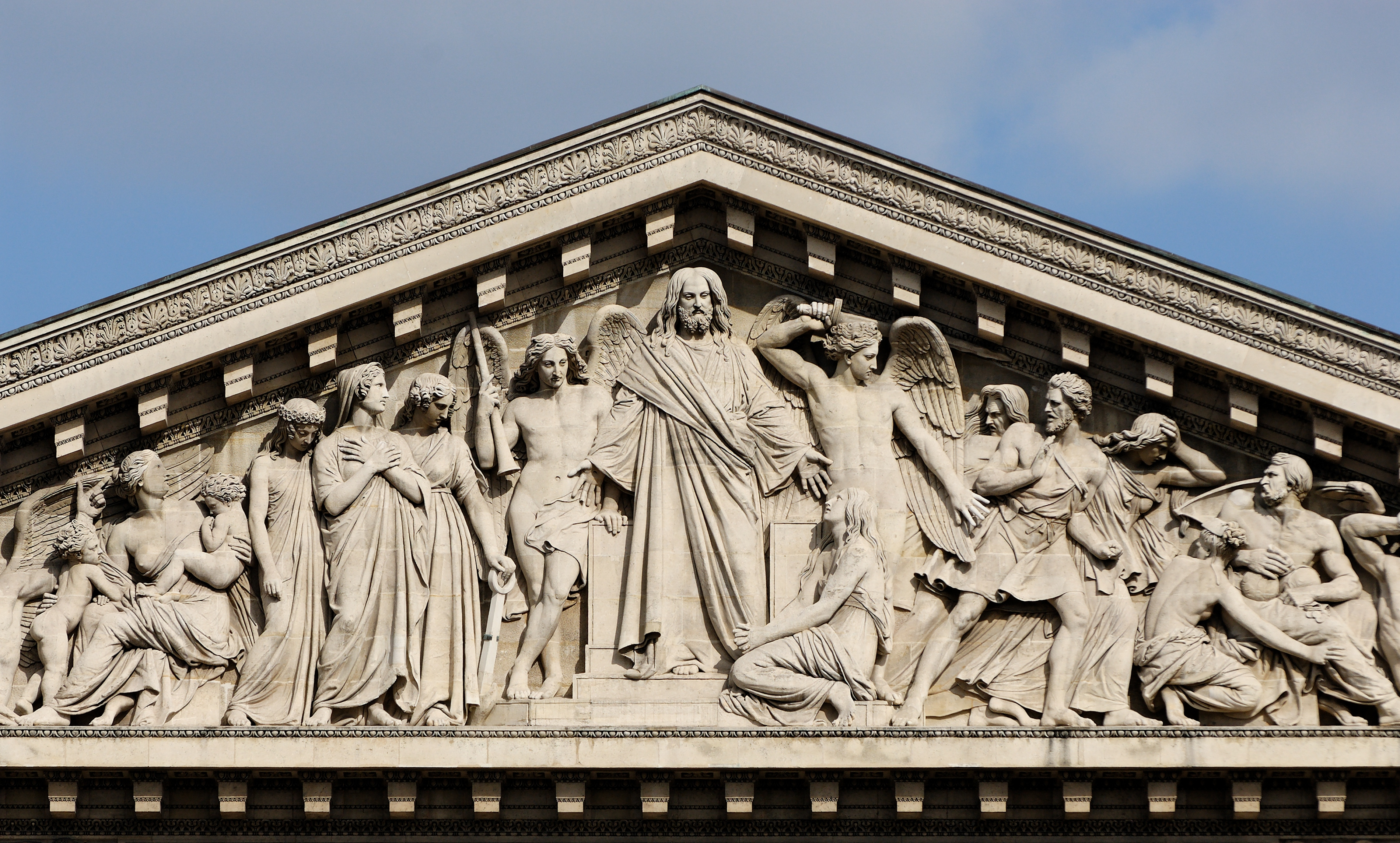
Le Jugement dernier (1827, détail), fronton de l'église de la Madeleine à Paris.
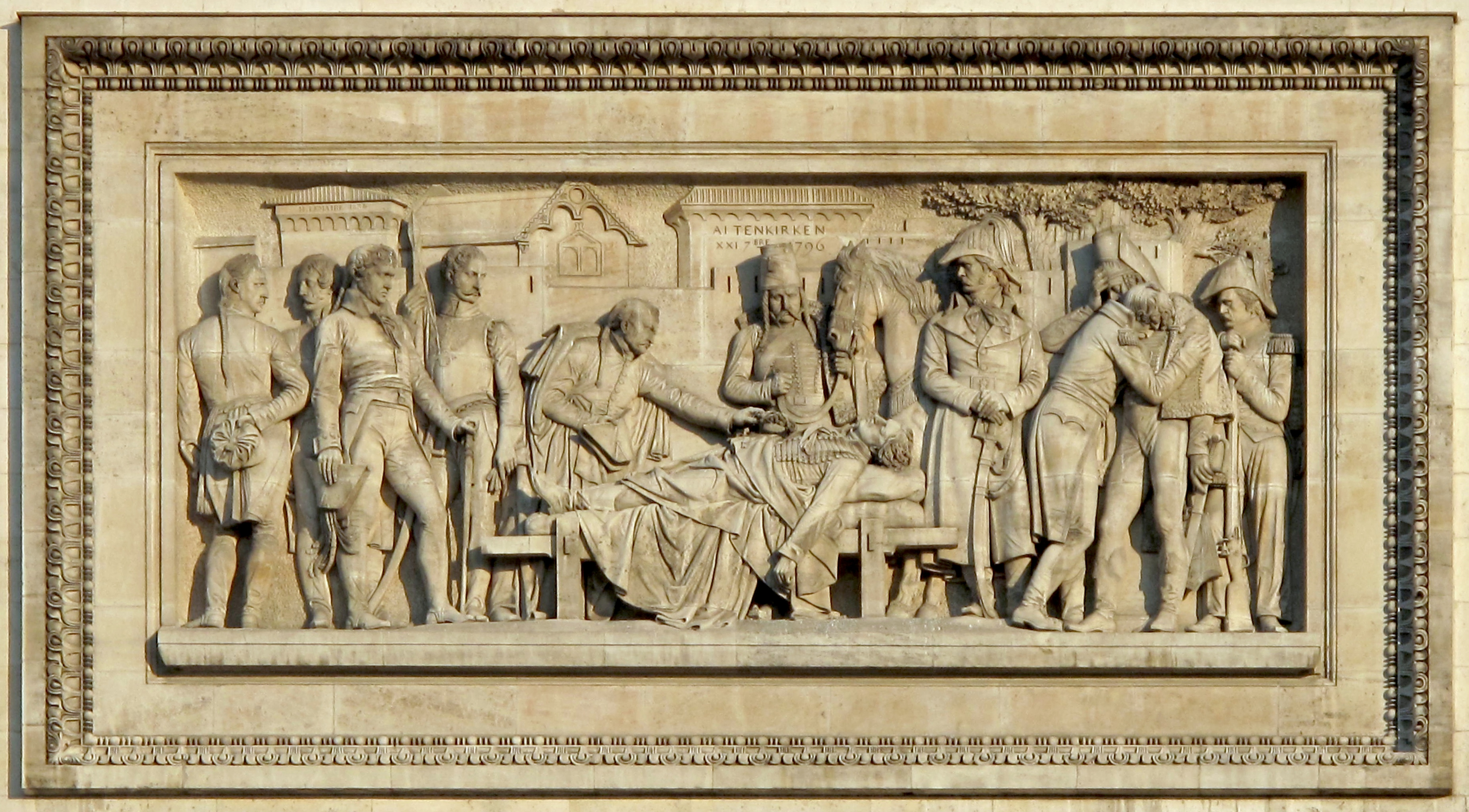
Les Funérailles du général Marceau (1833), Paris, arc de triomphe de l'Étoile.
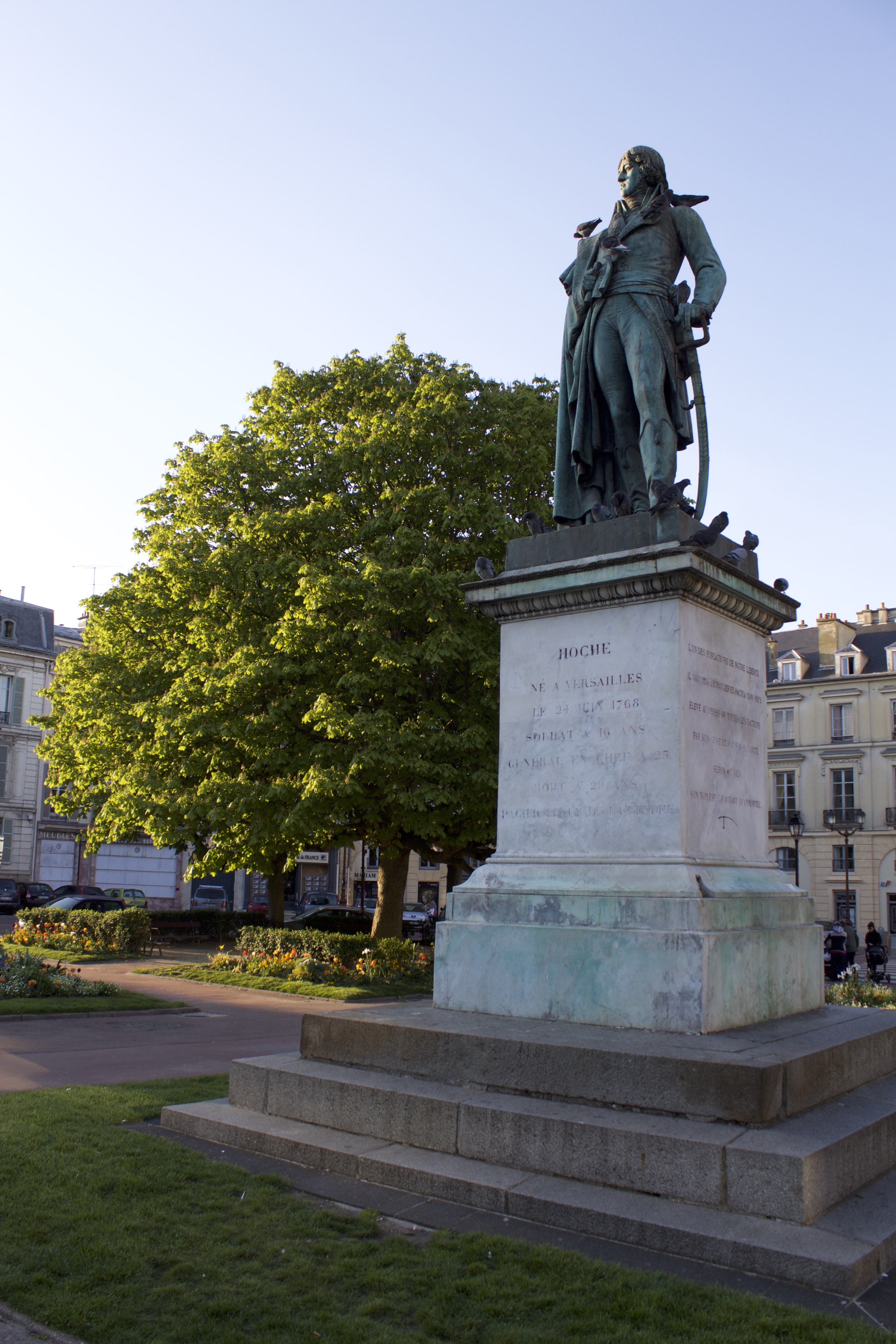
Monument à Hoche (1836), Versailles, place Hoche.
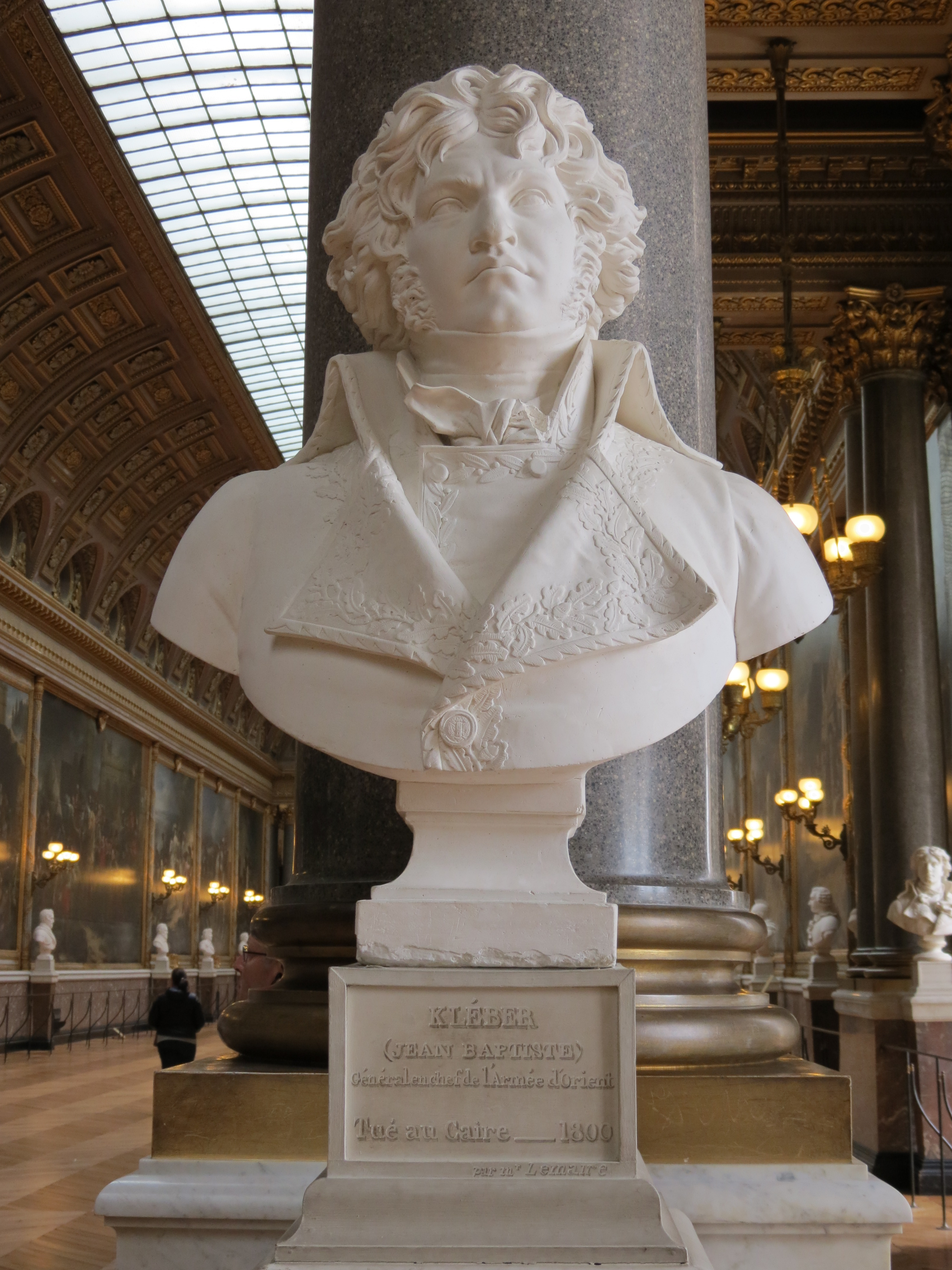
Jean-Baptiste Kléber (1839), château de Versailles, galerie des Batailles.
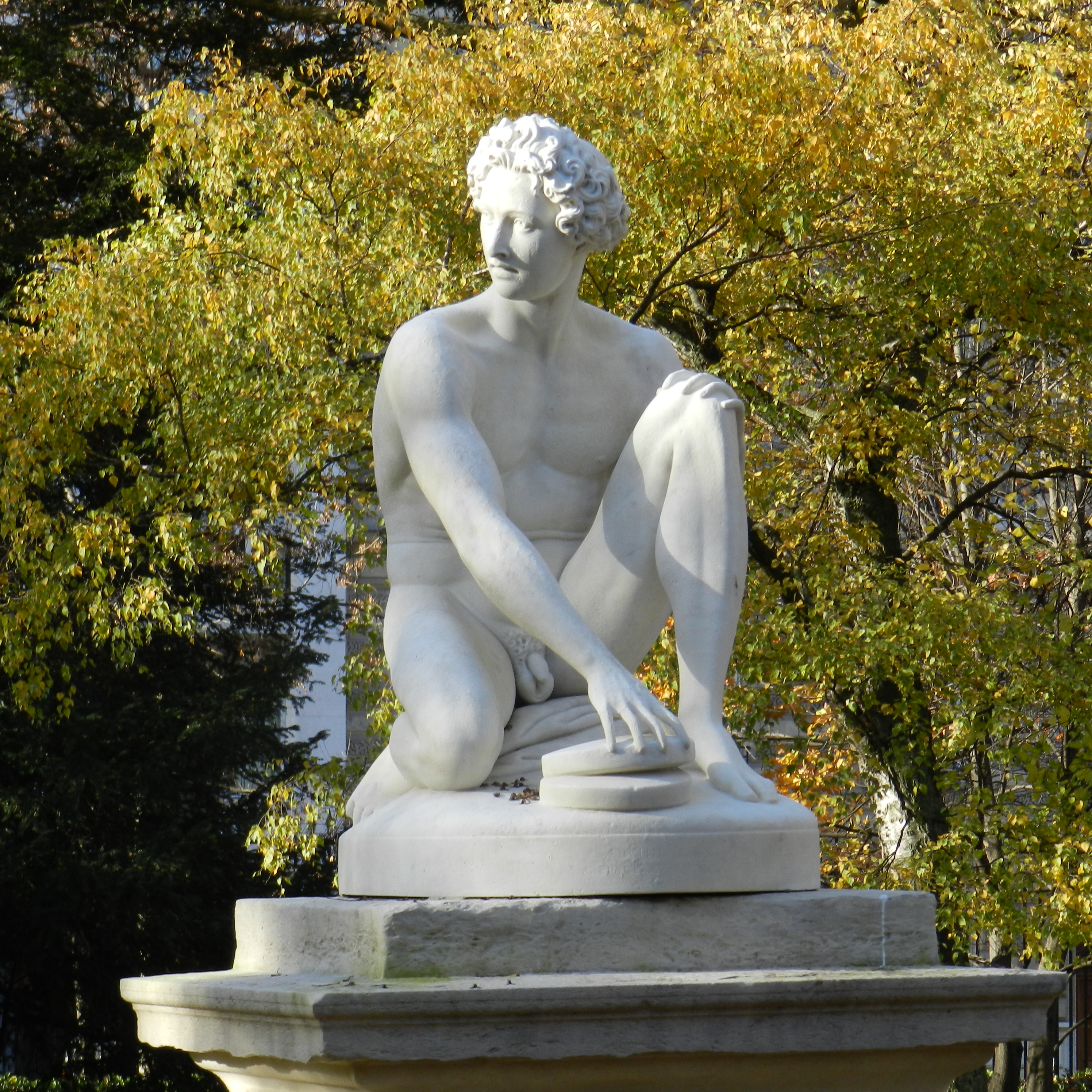
Archimadas se prépare à lancer le disque (1847), Paris, jardin du Luxembourg.
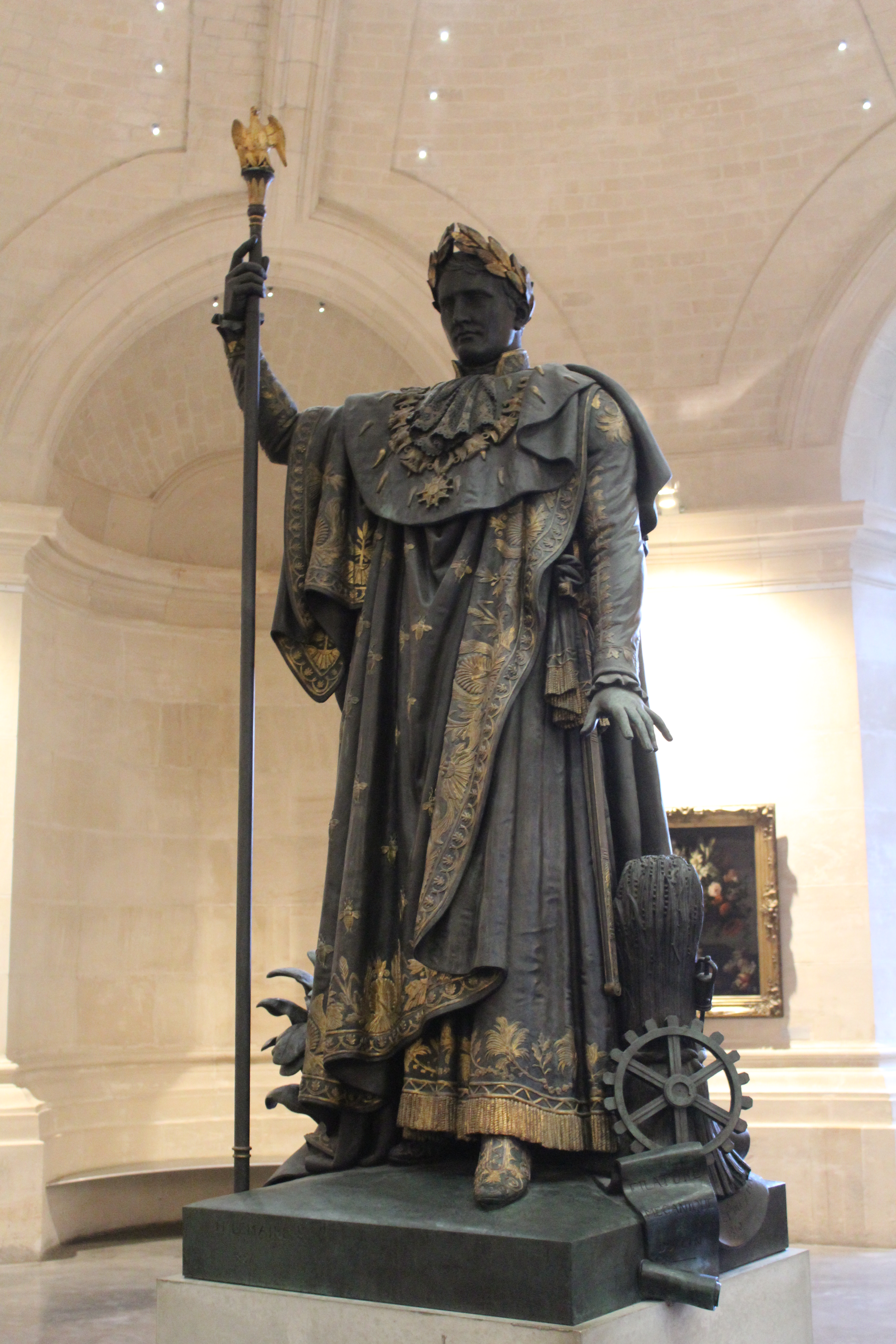
Napoléon Ier (1854), palais des Beaux-Arts de Lille.
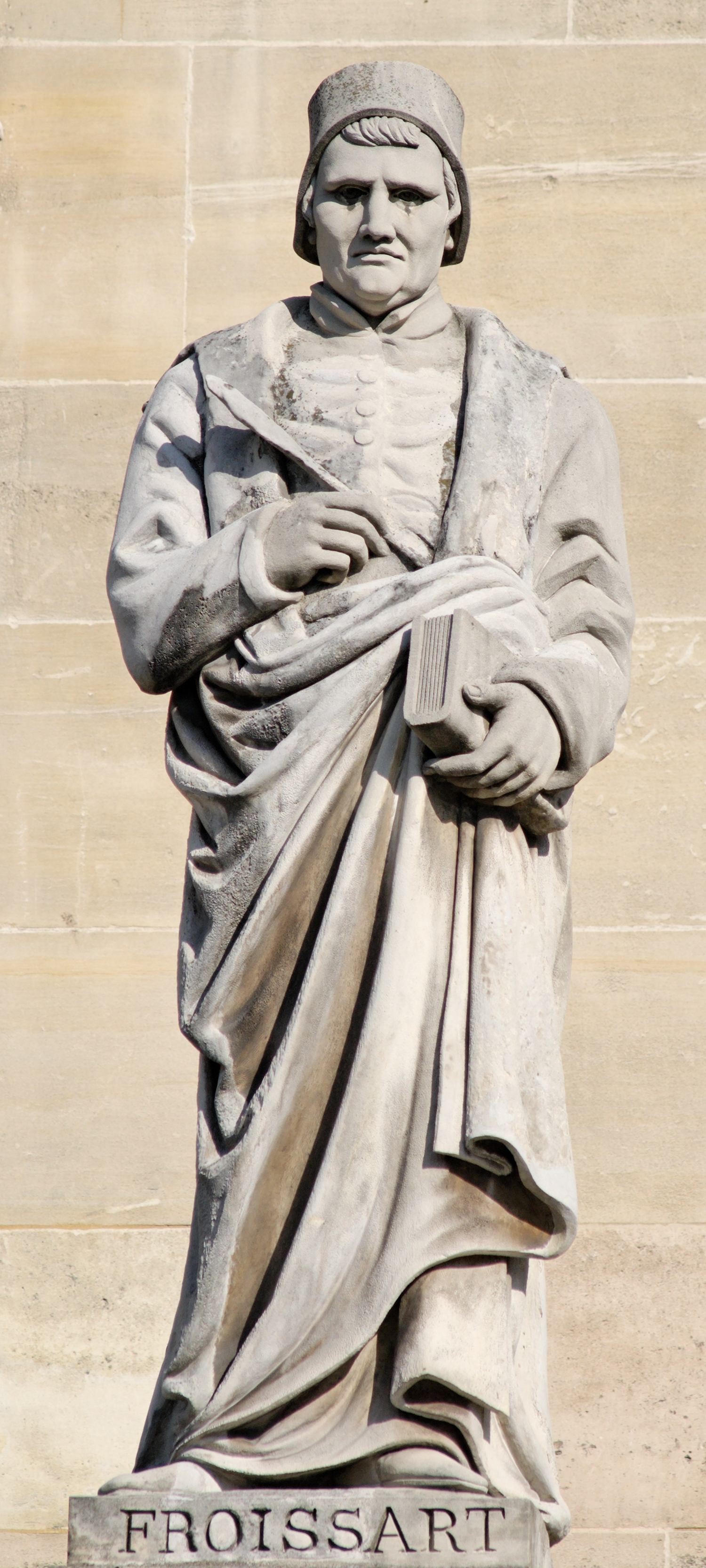
Jehan Froissart (1857), Paris, palais du Louvre, aile Turgot.
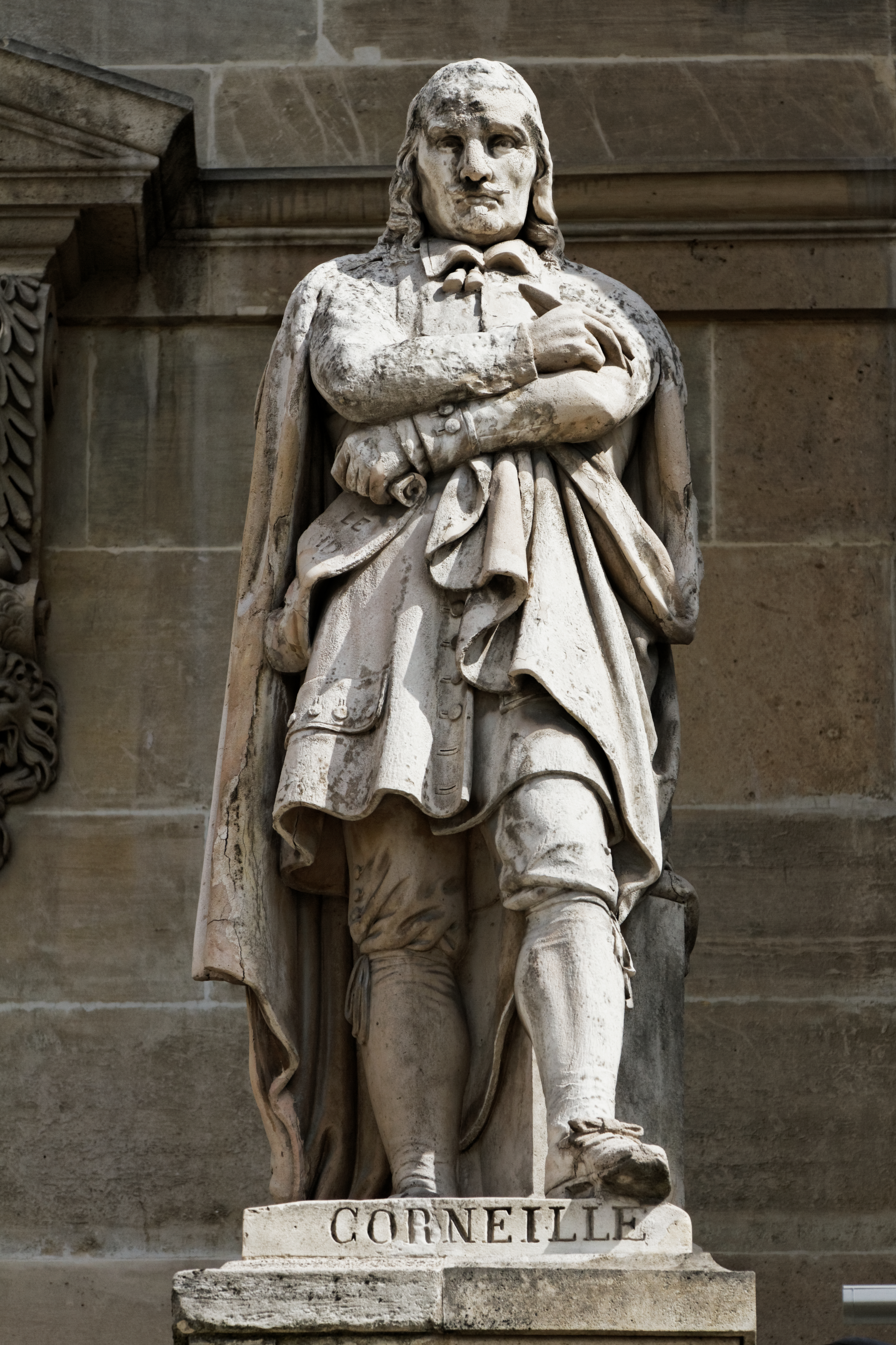
Corneille (1857), Paris, palais du Louvre, aile Turgot.

## Salons
- 1823 : Saint-Sébastien d'après Michel-Ange[8].
- 1827 : La Vierge, L'Enfant Jésus et Saint Jean-Baptiste ; Le Laboureur de Virgile ou Le Laboureur  des géorgiques ; Le Duc de Bordeaux ; Jeune fille jouant avec un papillon, marbre d'après Canova[9].
- 1831 : La Jeune Fille au serpent ; Louis-Philippe.
- 1846 : Tête de Vierge.
- 1847 : Archimadas se préparant à lancer le disque ;
- 1857 : Tête de Christ.

## Récompenses et distinctions
- 1819 : second prix de Rome pour Enée blessé, guéri par Vénus.
- 1821 : grand prix de Rome pour Alexandre dans la ville des Oxydraques, bas-relief.
- 1834 : chevalier de la Légion d'honneur.
- 1843 : officier de la Légion d'honneur.
- 1845 : membre de l'Académie des beaux-arts.
- 1852-1862 : élu député de Valenciennes.

## Élèves
- Édouard Houssin, en 1864.
- Étienne-Édouard Suc.